# Witherslack
Witherslack är en by i civil parish Witherslack, Meathop and Ulpha, i distriktet Westmorland and Furness, i grevskapet Cumbria, i England. Witherslack var en civil parish 1866–2015 när det uppgick i Witherslack, Meathop and Ulpha. Civil parish hade 482 invånare år 2001. Den har en kyrka.